# 哈桑·萨卡
哈桑·萨卡(Hasan Saka) (1886年—1960年7月29日 土耳其政治人物，曾担任外交部长和土耳其总理。

## 生平
萨卡1908年毕业于公务员学校(Mülkiye Mektebi)，在政府部门的法院会计处(Divan-ı Muhasebat)工作。在1909年被奥斯曼政府派到法国深造。从学校外交政治科学专业毕业后，回国继续他之前的工作。
他在伊斯坦布尔当选为奥斯曼帝国最后一届议会议员，1921年1月28日当选为土耳其大国民议会(TBMM)特拉布宗地区议员。
1944年9月13日萨卡被任命为外交部长，1947年9月9日雷杰普·佩克政府总辞职后接任总理。1949年9月9日辞职，仍任议员，1954年他不再竞选议员，退出政治。1960年7月29日在伊斯坦布尔去世，葬在金吉爾利庫尤公墓。